# Mikhaylova Patera
La Mikhaylova Patera è una struttura geologica della superficie di Venere.